# هورس لاند
هورس لاند (بالإنجليزية: Horseland)‏ هو مسلسل رسوم متحركة كندي أمريكي يتحدث عن خمس فارسات أساسيات وهن: ساندي، زوي، كلوي، مولي، ألما وفارسيْن اثنين فرعيين هما:بيلي وويل.

## الشخصيات

### ساندي
ساندي فتاة عمرها 12 سنة مثابرة ومجدة تحب أن تكسب أصدقاء جدد، متعاونة ومتسامحة -في ملخص واحد هي الصديقة المثالية-
و لديها صفة تميزها عن الآخرين وهي إمكانية التفاهم والتفاعل مع الخيول.شعرها أشقر وعيناها زرقاوان.تحب الفارس ويل.
فرسها سكارليت وهي تملك جميع صفات ساندي وتحبها للغاية.رمزها تاج أحمر وهي تحب حصان الفارس بيلي واسمه أزتيك.لونها أسود وشعرها أسود مخطط بالأحمر وعيناها زرقاوان.

### زوي
زوي فتاة مغرورة ومتعجرفة مثل أختها كلوي لكنها تظل طيبة وقد تساعد أصدقائها في وقت الشدة، عمرها11 سنة، شعرها أصهب(أحمر) وعيناها خضراوان غامقان، معجبة بالفارس بيلي.
فرسها بيبر وهي تمتلك نفس صفاتها تماما وتحبها كثيرا وهي صديقة وفية لتشيلي حصان الفارسة كلوي.رمزها قمر أزرق وهي معجبة بجيمبار حصان الفارس ويل.لونها رمادي داكن وشعرها أسود مخطط بالأزرق وعيناها خضراوان غامقان.

### كلوي
فتاة مغرورة ومتعجرفة مثل أختها زوي لكنها أكثر منها غرورا وأيضا احتيالا،تحب وضع المكائد والحيَل وقد تكذب على أصدقائها أحيانًا، لكنها أحيانا تكون طيبة ومتعاونة والمهم فيها أنها ماهرة للغايةفهي تفوز في معظم المباريات وتتدرب باستمرار، تحب أن تكون أنيقة عند ظهورها أمام الجمهور وتبدي العجب بالعودة إلى حصانها القوي والماهر، شعرها أصفر غامق وعيناها خضراوان فاتحان، عمرها 12 سنة وهي معجبة فعلا بالفارس بيلي.
حصانها يسمى تشيلي وهو من أقوى الأحصنة، عالي الهمة، فخور، واثق ومعجب بنفسه، دائما يقول «لا أحد غيري سيحقق النصر» ثم فعلا يحقق ما قاله، قد يكون مغرورا أحيانا لكنه في الأغلبية طيب، صديق وفي لفرس زوي واسمها بيبر لكنه يحب فعلا فرس الفارسة مولي واسمها كاليبسو.لونه رمادي فاتح ولون شعره أبيض مخطط بالبنفسجي وعيناه خضراوان فاتحان.

### مولي
مولي فتاة رائعة، طموحة، مرحة، حلوة، سريعة البديهة، ضحوكة، متفائلة ومستبشرة، أحيانا تكون مشاكسة وساخرة لكنها تظل طيبة، تحب فرسها كثيرا وتعتني بها، كما أنها نشيطة وصبوحة، عمرها11 سنة، شعرها أسود وعيناها بنيتان.
فرسها اسمها كاليبسو، لا تشبه مولي كثيرا في عاداتها بل تشبه الفرس سكارليت (فرس الفارسة ساندي) وهي الصديقة المثالية مثلها، تحب كثيرا الحصان تشيلي (حصان الفارسة كلوي).لونها بني كستنائي مع أبيض وشعرها سكّري مخطط بالزهري وعيناها بنيتان.

### ألما
ألما فتاة طيبة، مثقفة، تحب المطالعة وأخذ المعلومات عن الخيول، تقضي كل وقت فراغها بالمطالعة والقراءة، تعد الفروسية في المرتبة الثانية في هواياتها بعد القراءة، أحيانا تكون ساخرة ومتعجرفة، ماهرة جدا باعتماد أسلوبها السريع، عمرها 12 سنة، شعرها بني وعيناها عسليان وهي معجبة بفارس كان صديقها منذ مدة يسمى ألكسندر.
فرسها باتن وهي مثلها تماما في عاداتها -لكنها طبعا لا تقرأ- تحبها جدا وهي معجبة بحصان الفارس ألكسندر.لونها أسود مع أبيض ولون شعرها أبيض مخطط بالأخضر ولون ذيلها أسود مخطط بالأخضر وعيناها عسليان.

### بيلي
بيلي فتى طيب، عمره 12 سنة، معجب بالفارسة كلوي، يحب ركوب الخيل كثيرا ويثابر ويسعى إلى تحقيق الأفضل، أحيانا تنتابه نوبات غضب، لكنه يعتبر عموما الصديق المثالي.شعره بني وعيناه زرقاوان غامقان.
حصانه أزتيك وهو يتحلى بجميع صفات فارسه ويكون دائما مثل كاليبسو منطلقا وحيويا.رمزه شرارة(برق أو كهرباء)زرقاء غامقة.معجب بسكارليت(فرس الفارسة ساندي).لونه بني فاتح بعض الشيء ولون شعره بني غامق مخطط بالأزرق الغامق ولون عينيه زرقاوان غامقان.

### ويل
ويل هو مدرب الأصدقاء،عمره 14 سنة، يعد مدربهم وصديقهم في نفس الوقت، جدي ومثابر، ماهر ورائع، كما أنه وسيم.شعره أشقر وعيناه زرقاوان.يحب الفارسة ساندي.
حصانه جيمبار، وهو مجد مثل فارسه ويتحلى بمثل أخلاقه، يعتبر قدوة ناجحة للخيول ويحب بيبر(فرس الفارسة زوي).رمزه نجمة سوداء.لونه بني فاتح جدا ولون شعره أشقر مخطط بالأسود وعيناه زرقاوان.

## الممثلون
- فاطمة سعد - زوي، أنغورا، بانيت
- رأفت بازو - ويل
- أنجي اليوسف - ألما
- سمر كوكش - ساندي
- مجد ظاظا - كلوي
- يوسف المقبل
- همسة الحايك
- فداء المهندس
- سعد لوستان
- ليندا حمود
و
- يحيى الكفري
- عادل أبو حسون
- منصور السلطي
- آمنة عمر
- هزار الحرك - سامبلا
- أسيمة يوسف

## طاقم العمل

### النسخة العربية
- الإعداد: دارين نوفل
- المراجعة: د.شفيق بيطار، عماد عكر
- التدقيق اللغوي: رمضان أيوب
- الترجمة: حسن بيكو
- المكساج: منار السمكري
- المونتاج والتترات: محمد القزة
- كلمات الشارة: طارق العربي طرقان
- لحن الشارة: محمد العربي طرقان
- غناء: طارق العربي طرقان
- تسجيل ومكساج الشارة: سمير قصيباتي
- إدارة الإنتاج: رضوان حجازي
- المتابعة المالية: محمد حسان مهنا، عبد القادر نبهان
- إنتاج وتوزيع: ANIMATION INTERNATIONAL - ماهر الحاج ويس
- تنفيذ الدوبلاج: مركز الزهرة
- الإشراف الفني: نديم سليمان

## وصلات خارجية
- الموقع الرسمي
- هورس لاند على موقع IMDb (الإنجليزية)
- هورس لاند على موقع ميتاكريتيك (الإنجليزية)
- هورس لاند على موقع روتن توميتوز (الإنجليزية)
- هورس لاند على موقع قاعدة بيانات الفيلم (الإنجليزية)
- هورس لاند على موقع ليتربوكسد (الإنجليزية)
- هورس لاند على موقع كينوبويسك (الروسية)
- هورس لاند على موقع ألو سيني (الفرنسية)
- هورس لاند على موقع قاعدة بيانات الفيلم (الإنجليزية)